# Aphyocharacidium
Aphyocharacidium is een geslacht van straalvinnige vissen uit de familie van de karperzalmen (Characidae).

## Soorten
- Aphyocharacidium bolivianum Géry, 1973
- Aphyocharacidium melandetum (Eigenmann, 1912)